# Prvenstvo ZNP 1920
Il Prvenstvo Zagrebačkog nogometnog podsaveza 1920. (it. "Campionato della sottofederazione calcistica di Zagabria 1920") fu la prima edizione del campionato organizzato dalla Zagrebački nogometni podsavez (ZNP), la settima in totale, contando anche le 4 edizioni del Prvenstvo grada Zagreba (1918-1919) e le 2 del campionato di Regno di Croazia e Slavonia (1912-1914, composto esclusivamente da squadre di Zagabria).
Il torneo fu vinto dal Građanski Zagabria, al suo primo titolo nella ZNP, il quarto in totale.

## Avvenimenti
Il 15 febbraio 1920, la JNS divise il territorio in cinque sottofederazioni (Zagabria, Belgrado, Lubiana, Sarajevo e Spalato) e raccomandò che i campionati sottofederali iniziassero all'inizio del 1920, in modo da organizzare un campionato nazionale fra le 5 vincitrici nell'autunno 1920.

Il 27 marzo 1920, il giorno prima dell'inizio del campionato di Zagabria, la JNS inviò un avviso ufficiale alla ZNP, comunicando che le partite della parte autunnale non sarebbero state conteggiate con quella primaverile. Quindi nei primi mesi del 1920, la ZNP organizzò un campionato cittadino diviso in due classi, più vari gruppi provinciali chiamati Župe ("Parrocchie"). Le vincitrici della 1. razred ("prima classe") e della fase provinciale, avrebbero dovuto sfidarsi per il titolo di campione sottofederale, ma nel 1920 questa finale non si tenne.

Il Građanski vinse il campionato e ricevette le medaglie dal presidente della ZNP Miroslav Petanjek il 6 marzo 1921.
Il Građanski avrebbe dovuto accedere al Državno prvenstvo (campionato nazionale) per designare la squadra campione, ma nel 1920 questo torneo non si tenne.

## Classifica
|                   | Pos. | Squadra            | Pt | G | V | N | P | GF | GS | QR    |
| ----------------- | ---- | ------------------ | -- | - | - | - | - | -- | -- | ----- |
|                   | 1.   | Građanski Zagabria | 11 | 6 | 5 | 1 | 0 | 21 | 3  | 7,000 |
|                   | 2.   | HAŠK Zagabria      | 10 | 6 | 5 | 0 | 1 | 15 | 6  | 2,500 |
|                   | 3.   | Concordia Zagabria | 7  | 6 | 3 | 1 | 2 | 20 | 6  | 3,333 |
|                   | 4.   | Šparta Zagabria    | 5  | 6 | 2 | 1 | 3 | 7  | 9  | 0,777 |
|                   | 5.   | Viktorija Zagabria | 5  | 6 | 2 | 1 | 3 | 7  | 11 | 0,636 |
|                   | 6.   | Ilirija Zagabria   | 2  | 6 | 1 | 0 | 5 | 1  | 15 | 0,062 |
|                   | 7.   | Croatia Zagabria   | 2  | 6 | 1 | 0 | 5 | 4  | 25 | 0,160 |
| Fonte: exyufudbal |      |                    |    |   |   |   |   |    |    |       |

Legenda:
      Campione di Zagabria.
  Partecipa agli spareggi.
      Retrocessa in seconda classe.
Note:
Due punti a vittoria, uno a pareggio, zero a sconfitta.

## Risultati

### Tabellone
|                          | Gra  | HAŠ  | Con  | Špa  | Vik  | Ili  | Cro  |
| ------------------------ | ---- | ---- | ---- | ---- | ---- | ---- | ---- |
| Građanski                | –––– | 2-0  | 1-0  | 3-3  | 6-0  | 3-0  | 6-0  |
| HAŠK                     | -    | –––– | 3-4  | 3-1  | 4-0  | 2-0  | 2-0  |
| Concordia                | -    | -    | –––– | 2-0  | 0-0  | 4-0  | 11-1 |
| Šparta                   | -    | -    | -    | –––– | -    | -    | 2-0  |
| Viktorija                | -    | -    | -    | 0-1  | –––– | 3-0  | 4-0  |
| Ilirija                  | -    | -    | -    | 1-0  | -    | –––– | -    |
| Croatia                  | -    | -    | -    | -    | -    | 3-0  | –––– |
| Fonte: Fonte: exyufudbal |      |      |      |      |      |      |      |

### Calendario
```
28.03.1920 Građanski-Concordia   1-0
28.03.1920 Šparta-Croatia        2-0
11.04.1920 HAŠK-Viktorija        4-0
11.04.1920 Concordia-Šparta      2-0
18.04.1920 Građanski-Šparta      3-3
25.04.1920 Viktorija-Croatia     4-0
25.04.1920 HAŠK-Šparta           3-1
01.05.1920 Građanski-Croatia     6-0
01.05.1920 Concordia-Viktorija   0-0
09.05.1920 HAŠK-Croatia          2-0
13.05.1920 Građanski-Viktorija   6-0
13.05.1920 HAŠK-Ilirija          2-0
16.05.1920 Ilirija-Šparta        1-0
30.05.1920 Concordia-Ilirija     4-0
03.06.1920 Viktorija-Ilirija     3-0
06.06.1920 Građanski-Ilirija     3-0
06.06.1920 HAŠK-Concordia        3-4
13.06.1920 Građanski-HAŠK        2-0
13.06.1920 Viktorija-Šparta      0-1
13.06.1920 Concordia-Croatia    11-1
04.07.1920 Croatia-Ilirija       3-0 (a tavolino, la gara non è stata disputata)
```

## Seconda classe
La seconda classe (2. razred) venne divisa in due gironi: nel primo vi erano le squadre dell'edizione precedente (eccetto il Velebit), mentre nel secondo vi erano inserite le nuove iscritte. Lo Slavija venne promosso in prima classe 1920-21.

### Classe 2/A
|  | Pos. | Squadra         | Pt | G | V | N | P | GF | GS | QR    |
|  | ---- | --------------- | -- | - | - | - | - | -- | -- | ----- |
|  | 1.   | Slavija         | 11 | 7 | 5 | 1 | 1 | 12 | 4  | 3,000 |
|  | 2.   | Slaven Zagabria | 9  | 7 | 4 | 1 | 2 | 20 | 11 | 1,818 |
|  | 3.   | Zmaj            | 9  | 7 | 2 | 5 | 0 | 13 | 7  | 1,857 |
|  | 4.   | Derby           | 8  | 7 | 3 | 2 | 2 | 17 | 4  | 4,250 |
|  | 5.   | Tipografija     | 7  | 7 | 3 | 1 | 3 | 8  | 8  | 1,000 |
|  | 6.   | Željezničar     | 6  | 7 | 2 | 2 | 3 | 7  | 12 | 0,583 |
|  | 7.   | Sava            | 5  | 7 | 2 | 1 | 4 | 10 | 12 | 0,833 |
|  | 8.   | Jadran          | 1  | 7 | 0 | 1 | 6 | 3  | 22 | 0,136 |

|             | Sja  | Sen  | Zma  | Der  | Tip  | Žel  | Sav  | Jad  |
| ----------- | ---- | ---- | ---- | ---- | ---- | ---- | ---- | ---- |
| Slavija     | –––– | 2-0  | -    | 0-0  | 2-0  | 1-0  | 3-1  | 4-0  |
| Slaven      | -    | –––– | 2-2  | -    | 2-1  | -    | 4-1  | 8-2  |
| Zmaj        | 3-0  | -    | –––– | -    | 1-1  | 3-3  | -    | 3-0  |
| Derby       | -    | 1-2  | 0-0  | –––– | 1-2  | 3-0  | -    | 9-0  |
| Tipografija | -    | -    | -    | -    | –––– | 3-0  | -    | 2-1  |
| Željezničar | -    | 3-2  | -    | -    | -    | –––– | -    | 0-0  |
| Sava        | -    | -    | 1-1  | -    | 1-0  | 0-1  | –––– | 6-0  |
| Jadran      | -    | -    | -    | -    | -    | 0-0  | -    | –––– |

### Classe 2/B
|  | Pos. | Squadra   | Pt | G | V | N | P | GF | GS | QR    |
|  | ---- | --------- | -- | - | - | - | - | -- | -- | ----- |
|  | 1.   | Poštanski | 8  | 4 | 4 | 0 | 0 | 17 | 2  | 8,500 |
|  | 2.   | ŠK Zagreb | 6  | 4 | 3 | 0 | 1 | 17 | 2  | 8,500 |
|  | 3.   | Makabi    | 4  | 4 | 2 | 0 | 2 | 12 | 3  | 4,000 |
|  | 4.   | Proleter  | 2  | 4 | 1 | 0 | 3 | 1  | 22 | 0,454 |
|  | 5.   | Samobor   | 0  | 4 | 0 | 0 | 4 | 1  | 19 | 0,052 |

|           | Poš  | Zag  | Mak  | Pro  | Sam  |
| --------- | ---- | ---- | ---- | ---- | ---- |
| Poštanski | –––– | 2-0  | -    | -    | -    |
| Zagreb    | -    | –––– | 1-0  | -    | 3-0  |
| Makabi    | 1-2  | -    | –––– | 5-0  | -    |
| Proleter  | 0-4  | 0-13 | -    | –––– | -    |
| Samobor   | 1-9  | -    | 0-6  | 0-1  | –––– |

## Provincia

### I župa— Sussak
Nessuna competizione ufficiale poiché il territorio di Sussak era ancora rivendicato dal Regno d'Italia.
```
Finale:        Liburnija Crikvenica - AK Nauta Bakar     non disputata
```

### II župa— Karlovac
```
   Squadra                         G   V   N   P   GF  GS  Q.Reti  Pti
1  Olimpija Karlovac               4   3   1   0   21  2   10,500  7					
2  Građanski Karlovac (-2)         4   2   2   0   12  4   3,000   4					
3  Vinica Duga Resa                4   1   1   2   5   19  0,263   3					
4  Viktorija Karlovac              4   1   0   3   5   11  0,455   2					
5  Union Karlovac                  4   0   2   2   2   9   0,222   2
```

### III župa— Varaždin
```
Semifinali:    KŠK Kaprina - Drava Varaždin              1-11
               VŠK Varaždin - LŠK Ludbreg                12-0
Finale:        Drava Varaždin - VŠK Varaždin             6-5 
(
dts
)
```

### IV župa— Bjelovar
```
Primo turno:   
BGŠK Bjelovar
 - Građanski Križevci        2-1
               Viktorija Koprivnica - Graničar Ɖurđevac  5-0
               VGŠK Virovitica - 
Slaven Koprivnica
       1-2
Semifinale:    
Slaven Koprivnica
 - Viktorija Koprivnica  4-0
Finale:        
BGŠK Bjelovar
 - 
Slaven Koprivnica
         0-3
```

### V župa— Osijek
```
   Squadra                         G   V   N   P   GF  GS  Q.Reti  Pti
1  
Slavija Osijek
                  4   4   0   0   14  1   14,000  8					
2  Sloga Osijek                    4   2   0   2   8   11  0,727   4					
3  Unitas Osijek                   4   0   2   2   7   12  0,583   2					
4  Građanski Osijek (-4)           4   2   1   1   13  4   3,250   1					
5  Makabi Osijek                   4   0   1   3   4   18  0,222   1
```

### VI župa— Podravina
```
Vincitore: 
Slaven Koprivnica
```

### VII župa— Brod
```
   Squadra                         G   V   N   P   GF  GS  Q.Reti  Pti
1  
Marsonija Slavonski Brod
        5   5   0   0   59  1   59,000  10					
2  Željezničar Slavonski Brod (-2) 5   4   0   1   29  9   3,222   6					
3  Građanski Slavonski Brod        5   2   1   2   13  14  0,929   5					
4  Proleter Slavonski Brod         5   2   0   3   15  11  1,364   4					
5  Viktorija Slavonski Brod (-2)   5   1   1   3   11  23  0,478   1					
6  Posavina Slavonski Brod         5   0   0   5   0   69  0,000   0
```

### VIII župa— Banja Luka
```
Semifinale:    
Sloboda B. Novi
 - ŠK Prijedor             
nd

               
Krajišnik
 esentato
Finale:        
Sloboda B. Novi
 - 
Krajišnik
               non disputata
```

### IX župa— Moslavina
```
Vincitore: ?
```

### X župa— Sisak
```
Primo turno:   Slaven Petrinja - Željezničar Sisak       1-4 
(
dts
)

               Panonija Sisak - HŠK Ivanić Grad          
1-1

               GŠK Glina esentato
Semifinale:    Željezničar Sisak - GŠK Glina             3-0							
               Panonija Sisak esentato
Finale:        Željezničar Sisak - Panonija Sisak        1-0
```

### XI župa— Gospić
```
Vincitore: ?
```

### XII župa— Đakovo
```
Semifinali:    Sremac Vukovar - 
Cibalia
                  1-2
               Željezničar Vukovar - ƉŠK Ɖakovo          1-4 
Finale:        ƉŠK Ɖakovo - 
Cibalia
                      1-3
```

### XIII župa— Požega
```
Semifinali:    PŠK Požega - Zmaj Požega                  3-0
               Unitas N.Gradiška - Trgovačkih n.P.       
nd

Finale:        PŠK Požega - Unitas Nova Gradiška         non disputata
```

### Parrocchie da approfondire

#### ? župa— Daruvar
```
Semifinali:    DONK Daruvar - RŠK Marx Daruvar           5-0
               Građanski Pakrac - Karadžić Pakrac        9-0							
Finale:        DONK Daruvar - Građanski Pakrac           non disputata
```

#### ? župa— Doboj
```
Finale:        Dečko Derventa - DŠK Doboj                
nd
```

### Finali provinciali
```
               Dečko Derventa - PŠK Požega               
nd
 (Spareggio Požega-Doboj)
Primo turno:   Drava Varaždin - 
Slaven Koprivnica
        2-3
               Dečko Derventa - 
Cibalia
                  
nd

Secondo turno: Olimpija Karlovac - Željezničar Sisak     
nd

               
Slavija Osijek
 - Dečko Derventa           9-0							
               
Marsonia
 esentato
Semifinali:    
Slaven Koprivnica
 - Olimpija Karlovac     3-0							
               
Slavija Osijek
 - 
Marsonia
                 1-2							
Finale:        
Marsonia
 - 
Slaven Koprivnica
              1-1
               
Marsonia campione provinciale (per sorteggio). Non viene disputata la finale contro il 
Građanski Zagabria
.
```